# Martin Fischer
Pour les articles homonymes, voir Fischer (nom de famille).
Martin Fischer, né le 21 juillet 1986 à Dornbirn, est un joueur de tennis autrichien, professionnel de 2005 à 2015.

## Carrière
Il fait partie de l'équipe d'Autriche de Coupe Davis, pour laquelle il a joué son premier match lors du cinquième match décisif des barrages en 2010, qualifiant son pays pour le Groupe mondial grâce à sa victoire face à l’Israélien Harel Levy. L'année suivante, il joue son deuxième match lors du premier tour face à la France, également lors du cinquième match décisif, mais il s'incline face à Jérémy Chardy.
Il a remporté deux tournois Challenger en simple à Oberstaufen en 2010 et à Kyoto en 2014 et quinze en double (Grenoble en 2008, Todi, Palerme et Kolding en 2009, Kyoto, Ostrava et Palerme en 2010, Alessandria, Turin, Oberstaufen et Salzbourg en 2011, Bath, Nottingham et Todi en 2012 et Rome en 2013), dont la plupart avec son compatriote Philipp Oswald comme partenaire.

## Parcours dans les tournois duGrand Chelem

### En simple
| Année | Open d'Australie | Open d'Australie | Internationaux de France | Internationaux de France | Wimbledon       | Wimbledon   | US Open | US Open |
| ----- | ---------------- | ---------------- | ------------------------ | ------------------------ | --------------- | ----------- | ------- | ------- |
| 2010  | —                | —                | 1er tour (1/64)          | H. Zeballos              | 2e tour (1/32)  | T. Bellucci | —       | —       |
| 2011  | —                | —                | —                        | —                        | 1er tour (1/64) | S. Bolelli  | —       | —       |

N.B. : à droite du résultat se trouve le nom de l'ultime adversaire.

### En double
N'a jamais participé à un tableau final.